# 諾斯鎮區 (印第安納州萊克縣)
诺斯鎮區（英語：North Township）是位於美國印第安納州萊克縣的一個行政鎮區。

## 地方資料
根據2010年美國人口普查的數據，诺斯鎮區的面積為152.70平方千米，當中陸地面積為137.70平方千米，而水域面積為15.00平方千米。當地共有人口162,855人，而人口密度為每平方千米1,066.5人。